# Gulf Shores, Alabama
Gulf Shores là một thành phố thuộc quận Baldwin, tiểu bang Alabama, Hoa Kỳ. Dân số năm 2009 là 10268 người, mật độ đạt 171 người/km².